# Muhlenbergia scoparia
Muhlenbergia scoparia là một loài thực vật có hoa trong họ Hòa thảo. Loài này được Vasey mô tả khoa học đầu tiên năm 1893.